# Canariella leprosa
Canariella leprosa е вид охлюв от семейство Hygromiidae. Видът е уязвим и сериозно застрашен от изчезване.

## Разпространение и местообитание
Разпространен е в Испания (Канарски острови).
Обитава гористи местности, планини, възвишения, склонове и храсталаци.

## Описание
Популацията на вида е стабилна.